# 1161 Тессалія
1161 Тессалія (1161 Thessalia) — астероїд головного поясу, відкритий 29 вересня 1929 року.
Тіссеранів параметр щодо Юпітера — 3,175.